# Spokojne lata
Spokojne lata – polski film psychologiczny z 1981 roku na podstawie opowiadania Kazimierza Brandysa Spokojna lata pod zaborem.

## Opis fabuły
Kraków, początek XX wieku. Młody lekarz Edward wraca z Paryża. Pod wpływem spotkania z aktorami "Parnasu", przywołuje wspomnienia z 1907 roku. Wtedy był młodym studentem, który kochał się w Jasnej, żonie Maga – duchowego wodza zbuntowanych artystów. Potajemnie do Krakowa przybywa jego kuzyn Władzio z aktorką Amelią, którą "odbił" carskiemu oficerowi.

## Obsada aktorska
- Gabriela Kownacka – Iza
- Krzysztof Wakuliński – Edward
- Ewa Dałkowska – Flora
- Wojciech Pszoniak – Śliz
- Halina Golanko – Amelia
- Krzysztof Janczar – Władzio, kuzyn Edwarda
- Danuta Kisiel – Jasna
- Jan Nowicki – Mag
- Ryszard Bacciarelli – ojciec Edwarda
- Jerzy Block – prezes
- Zbigniew Buczkowski – kelner
- Alfred Freudenheim – Gustaw
- Małgorzata Lorentowicz – Małgorzata, matka Edwarda
- Barbara Nowakowska – radczyni
- Alina Rostkowska – przyjaciółka radczyni
- Cezary Sokołowski – Mikołaj Bagrianow
- Wojciech Szymański – Hipolit
- Remigiusz Rogacki